# Grb Občine Benedikt
Grb občine Benedikt je navpično razdeljen z zlato linijo na srebrno polje s tremi zlatimi kronami z avreolo in zeleno polje z belo črko B. Tri krone se nanašajo na župnijo Sveti Trije Kralji, ki je bila jedro okoli katerega se je razvija občina.
Grb so začeli uporabljati  29.03.2000